# Ternana Women
La Ternana Women è una squadra di calcio calcio femminile italiana, sezione (affiliata ?) all'omonimo club con sede nella città di Terni.

## Storia
Nel 2020, la Ternana ha costituito la propria sezione di calcio femminile, partendo dal campionato di Eccellenza e venendo successivamente ripescata a completamento organici nel campionato di Serie C per la stagione 2020-2021.
In vista della stagione 2022-2023, la Ternana ha ufficialmente rilevato il titolo sportivo della Pink Sport Time, squadra con base a Bari, per la partecipazione al campionato di Serie B. Una delle figure principali dello staff della squadra pugliese, Isabella Cardone, si è unita al club umbro in qualità di responsabile del settore femminile, mentre Lorenzo Vergani è stato nominato responsabile del vivaio femminile rossoverde. Infine, Fabio Melillo è stato nominato come nuovo allenatore della squadra, restandovi per due stagioni e sfiorando la promozione in Serie A, fino alla sua morte improvvisa, avvenuta il 6 luglio 2024.
Per la stagione 2024-2025, la squadra viene quindi affidata al nuovo tecnico Antonio Cincotta, che nella sua prima annata con le Fere guida la squadra alla vittoria del campionato di Serie B con quattro giornate d'anticipo, e dunque alla prima promozione in massima serie nella storia del club.

## Palmarès

### Competizioni nazionali
- Campionato italiano di Serie B: 1

2024-2025

## Organico

### Rosa 2024-2025
Rosa, ruoli e numeri di maglia tratti dal sito ufficiale, aggiornati al 17 aprile 2025.
| N. |                       | Ruolo | Calciatrice          |
| -- | --------------------- | ----- | -------------------- |
| 2  | Italia (bandiera)     | D     | Francesca Quazzico   |
| 3  | Italia (bandiera)     | D     | Ilaria Capitanelli   |
| 4  | Italia (bandiera)     | D     | Eleonora Pacioni     |
| 6  | Italia (bandiera)     | D     | Heden Corrado        |
| 7  | Portogallo (bandiera) | A     | Adriana Gomes        |
| 8  | Italia (bandiera)     | C     | Giulia Fusar Poli    |
| 9  | Italia (bandiera)     | A     | Giuseppina Moraca    |
| 10 | Italia (bandiera)     | A     | Tatiana Bonetti      |
| 11 | Italia (bandiera)     | A     | Valeria Pirone       |
| 12 | Italia (bandiera)     | P     | Gloria Ciccioli      |
| 13 | Romania (bandiera)    | P     | Katia Ghioc          |
| 14 | Italia (bandiera)     | A     | Maddalena Porcarelli |
| 15 | Italia (bandiera)     | D     | Elena Battistini     |

| N. |                    | Ruolo | Calciatrice          |
| -- | ------------------ | ----- | -------------------- |
| 16 | Italia (bandiera)  | C     | Claudia Ciccotti     |
| 17 | Italia (bandiera)  | A     | Camilla Labate       |
| 18 | Italia (bandiera)  | C     | Chiara Vigliucci     |
| 20 | Italia (bandiera)  | D     | Carola Zannini       |
| 21 | Italia (bandiera)  | A     | Maria Grazia Petrara |
| 22 | Italia (bandiera)  | P     | Enrica Sacco         |
| 23 | Italia (bandiera)  | C     | Alice Regazzoli      |
| 24 | Italia (bandiera)  | D     | Marika Massimino     |
| 47 | Italia (bandiera)  | C     | Flavia Lombardo      |
| 55 | Italia (bandiera)  | D     | Chiara Ripamonti     |
| 90 | Italia (bandiera)  | D     | Martina Santoro      |
|    | Albania (bandiera) | C     | Greis Domi           |
| 90 | Italia (bandiera)  | A     | Giada Tarantino      |